# Assassin’s Creed Valhalla
Az Assassin's Creed Valhalla egy 2020-as akció-kalandjáték, amelyet a Ubisoft Montreal fejlesztett és a Ubisoft adott ki PlayStation 4, PlayStation 5, Xbox One, Xbox Series X/S konzolokra, Stadiára és Windowsra. Ez az Assassin’s Creed sorozat tizenkettedik nagyobb része, és a 2018-as Assassin’s Creed Odyssey utódja. Főként Kr. u. 872–878 között játszódik, és egy viking fantasy történetet mesél el a Brit-szigetekre való terjeszkedésük idején.

## Játékmenet
Az Assassin’s Creed Valhalla egy akció-kalandjáték, amely több fő történetszál köré épül, és számos opcionális mellékküldetést tartalmaz, amelyeket „világeseményeknek” neveznek. A játékos Eivor Varinsdottir, egy viking portyázó szerepét veszi át, aki társait vezeti az angolszász királyságok ellen. A játékos eldöntheti, hogy Eivor nő vagy férfi legyen, vagy hagyhatja, hogy a játék bizonyos kulcspillanatokban váltson a két nem között. A játékos testre szabhatja Eivor haját, szakállát, harci festéseit, ruházatát, páncélzatát és tetoválásait. A fegyverválaszték kibővült, többek között megjelentek a láncos buzogányok és a nagy kardok. A harcrendszert is módosították, lehetővé téve szinte bármilyen fegyver – akár pajzsok – kettős használatát. Minden felszerelési tárgy egyedi a játékban. A korábbi részekből ismert Eagle Eye mechanika Odin Sightként tér vissza. A játékos segítőtársa egy Sýnin nevű holló, akit a környező területek felderítésére lehet használni, hasonlóan a Assassin’s Creed Origins és Odyssey madártársaihoz. A lopakodás hangsúlyosabb szerepet kap mind a világ bejárásában, mind a harcban. Visszatér a korábbi Assassin’s Creed játékok social stealth rendszere is: Eivor nemcsak mozdulatlan tárgyak mögé rejtőzhet el, hanem csuklyáját lehúzva egyes tömegekbe is beleolvadhat, így elkerülve az ellenségek figyelmét. Képes halottnak tettetni magát, hollóját az őrök figyelmének elterelésére használni, valamint egy rejtett pengével szinte azonnali kivégzéseket végrehajtani. A legtöbb ellenség egy jól kivitelezett támadással azonnal megölhető, bár a főellenfelek kivételt képeznek, de őket is többféle taktikai megközelítéssel és fegyverkombinációval le lehet győzni. A Valhalla ismerős szerkezetet követ: a fő történeti küldetések mellett számos opcionális mellékküldetés található benne. Míg a korábbi Assassin’s Creed játékok fő története általában lineárisan haladt végig a játéktér főbb szakaszain, addig a Valhalla során a játékos gyakran visszatér a fő településre, illetve korábban bejárt területekre. Ennek oka, hogy a vikingek felderítés és kapcsolataik révén fokozatosan szereznek információt Anglia új vidékeiről. A játék kevésbé támaszkodik a hagyományos szintlépési rendszerre, és inkább a képességfák kiválasztására összpontosít, amelyeket a játékos Eivor fejlődése során alakíthat ki. Az ellenségek nehézségi szintje nem egy egyszerű szintszámon alapul, hanem azon, hogy a játékos milyen készségeket sajátított el. A fejlesztőcsapat célja az volt, hogy a Valhalla többféle ellenségtípust mutasson be, mint a korábbi részek, hogy a játékos még több tucat óra után is új kihívásokkal szembesüljön. Az ellenségek képesek a környezet tárgyait is felhasználni előnyükre, valamint alkalmazkodhatnak a játékos harcstílusához és stratégiájához, hogy megvédjék magukat. A harcok során az ellenségek személyisége is megmutatkozhat: egyesek megriadnak Eivortól és óvatosabban küzdenek, míg mások agresszívebb taktikát alkalmaznak. A Conquest Battles mechanika, amelyet az Odyssey vezetett be a sorozatba, visszatér Valhallában ostromok formájában, ahol a játékos seregeket vezet erődítmények megtámadására. A portyák kisebb összecsapások, ahol a játékos egy portyázó csapat élén támad meg célpontokat, hogy erőforrásokat szerezzen a település fejlesztéséhez. A játékos felépítheti saját portyázó csapatát, amelyhez NPC-ket toborozhat segítségül.

## Cselekmény
|  | Alább a cselekmény részletei következnek! |

2020-ban a Föld mágneses mezejének megmagyarázhatatlan erősödése negatív hatással van a bolygóra. Layla Hassan, Shaun Hastings és Rebecca Crane egy jelet kapnak, amely Új-Angliába vezeti őket. Itt kiássák egy viking portyázó maradványait. Layla, aki nehezen birkózik meg a Hermész botjának hatásával, belép az Animusba, hogy megtekintse a portyázó emlékeit. Kr. u. 855-ben, Norvégiában a fiatal Eivor Varinsdottir szemtanúja lesz, amint Kjotve, a kegyetlen hadúr feldúlja szülővárosát és megöli szüleit. Eivort végül Sigurd, a Holló klán királyának, Styrbjornnak a fia menti meg. Tizenhét évvel később Eivort Styrbjorn örökbefogadja, és bosszút esküszik Kjotve ellen. Legutóbbi kísérlete kudarcot vall, de sikerül visszaszereznie apja fejszéjét. Amikor megérinti a fegyvert, egy látomásban Odint látja, ezért felkeresi a helyi javasasszonyt, Valkát. Valka egy újabb látomást idéz elő, amelyben Sigurd elveszíti egyik karját, majd egy óriási farkas elnyeli őt. Sigurd egy expedícióból tér vissza két idegennel, Basim Ibn Ishaqkal és Hythammal, akik a Rejtettek rendjének tagjai. Ők Norvégiába azért érkeztek, hogy végezzenek Kjotvéval, aki az ellenlábas Ősök Rendjének tagja. Styrbjorn parancsát figyelmen kívül hagyva Eivor és Sigurd Harald király segítségét kéri Kjotve legyőzésére. A győzelem után Harald bejelenti szándékát, hogy egyesíti Norvégiát uralma alatt. Styrbjorn hűséget esküszik Haraldnak, ami feldühíti Sigurdot, mivel úgy vélte, hogy ő örökli a trónt. Csalódottságában Sigurd és Eivor a klán hozzájuk hűséges tagjaival Angliába indulnak, ahol megalapítják saját településüket, amelyet Ravensthorpe-nak neveznek el. Ravensthorpe megalapítása után Eivor a szomszédos szász királyságok és viking klánok szövetségeinek biztosítására összpontosít. Segít Soma jarlskonának visszafoglalni Grantebridge városát az Ősök Rendjétől, barátságot köt a Ragnar fiai csoporttal, amelyet Ivar, Halfdan és Ubba vezet, valamint támogatja Ceolwulf és Oswald trónra kerülését Mercia és Kelet-Anglia királyaként. Eivor egy konfliktust is elsimít Rhodri walesi királlyal, amelynek során kénytelen végezni a mindinkább vérszomjassá váló Ivarral. Hytham kérésére Eivor az Ősök Rendje tagjait is felkutatja és likvidálja Lundenben, Jorvikban és Wincestre-ben, egy „Poor Fellow-Soldier of Christ” néven ismert informátor tippeit követve. Egyik célpontjának üldözése során Eivor Vinlandra jut, ahol megszerez egy rejtélyes ereklyét, amelyet végül a helyi Kanien’kehá:ka törzsnek ad át. Eivor látomásai tovább folytatódnak. Valka egy elixírt ad neki, amelynek hatására Ásgardról álmodik Odin szemszögéből. Odin, hogy elkerülje a Ragnarök során megjövendölt végzetét, bebörtönzi Loki fiát, Fenrir-t, aki a jóslatok szerint meg fogja ölni őt. Emellett megszerzi a varázserejű mézsört Jotunheimből, amely lehetővé teszi számára és az Ázok többi tagja számára, hogy újjászülessenek. Layla ráébred, hogy ezek valójában az Isuk látomásai a Nagy Katasztrófa előtti időkből. Rájön arra is, hogy Loki – akit árulása miatt megfosztottak az újjászületés lehetőségétől – más módot talált arra, hogy biztosítsa saját túlélését. Sigurd és Basim felfedeznek egy Isu ereklyét, és Basim biztatására Sigurd elkezdi istennek hinni magát. Fulke, az Ősök Rendjének ügynöke és Wessex királyának, Alfrédnek a szolgája elfogja Sigurdot, mert úgy hiszi, hogy ő egy Isu vagy annak leszármazottja. Eivor összegyűjti szövetségeseit, hogy megölje Fulkét és kiszabadítsa Sigurdot, aki eközben furcsa látomásokat kezd tapasztalni. Később Eivor elkíséri Sigurdot vissza Norvégiába, hogy kivizsgálják a látomásait. Egy Isu templomra bukkannak, amelyben egy fa alakú rendszert találnak. Csatlakoznak hozzá, és úgy tűnik, mintha Valhallába kerülnének, ahol végtelen csatákban harcolhatnak. Eivor azonban rájön, hogy ez csupán egy szimuláció. Miután kiábrándul a dicsőség hajszolásából, meggyőzi Sigurdot, hogy térjenek vissza a való világba. Eivor végül sikeresen elmenekül a szimulációból, miután ellenáll Odin befolyásának. Eivor felébredése után Basim szembesíti őt, és felfedi, hogy ő, Sigurd és Eivor újraszületett változatai Loki, Odin és Tyr isteneknek. Basim, aki bosszút akar állni Odinon Fenrir bebörtönzése miatt, megtámadja Eivort, de végül legyőzik, és visszazárják a szimulációba. Ezután Sigurd lemond a klán vezetéséről, és Eivor visszatér Angliába. Később Eivor és szövetségesei Guthrum vezetésével támadást indítanak Wessex ellen, és megverik Alfréd haderejét a chippenhami csatában. Eivor követi Alfréd nyomait, aki végül felfedi, hogy ő az Ősök Rendjének vezetője, valamint a "Poor Fellow-Soldier of Christ". Alfréd, aki undorodik az Ősök Rendjének kereszténység elleni eretnekségétől, új, Istenfélő rendet szeretett volna létrehozni. Eivor megkegyelmez Alfrédnak, majd visszatér Ravensthorpe-ba, ahol hősként fogadják. A jelenben az Aszaszinok arra a következtetésre jutnak, hogy a mágneses mező erősödése Desmond Miles 2012-es aktiválásának eredménye, amikor az Isu tornyokat aktiválta. A mező stabilizálásához Layla elutazik a norvégiai templomhoz, és belép a szimulációba. Itt találkozik Basimmal, aki felfedi, hogy ő vezette az Aszaszinokat Eivorhoz, és elmondja, hogyan stabilizálhatja a mágneses mezőt. Layla sikeresen végrehajtja a feladatot, de ezzel Basimot szabadon engedi, miközben ő maga a szimulációba ragad. Layla egy "Olvasó" nevű lényt talál, és úgy dönt, hogy együtt dolgozik vele a jövőbeli katasztrófák elkerülésére, elfogadva, hogy halandó teste meghal. Eközben Basim megszökik a templomból a Hermész botjával—amely Loki szeretőjének, Aletheiának a tudatát tartalmazza—és találkozik Shaunnal és Rebeccával. Miután elindulnak, hogy elhozzák William Miles-t, Basim belép az Animusba, hogy felkutassa Loki gyermekeit.
|  | Itt a vége a cselekmény részletezésének! |

## Fejlesztés
Az Assassin's Creed Valhalla fejlesztése több mint két és fél évet vett igénybe, mielőtt 2020 áprilisában bejelentették. A fő fejlesztést az Assassin's Creed Origins csapata vezette az Ubisoft Montreal-nál, és tizennégy másik Ubisoft stúdió támogatta világszerte. Bár a játék fejlesztésének vége a COVID-19 járvány időszakára esett, az Ubisoft munkatársai, akik a játék fejlesztésén dolgoztak, képesek voltak otthonról dolgozni, hogy a játék 2020-ra készen álljon a megjelenésre.

## Letölthető tartalmak a játékhoz
- Wrath of the Druids: Írországban játszódó történet.[10]
- The Siege of Paris: Franciaországban játszódó történet.[11]
- A Fated Encounter: Skye-ban játszódó történet.[12]
- Dawn of Ragnarök: Svartalfheim-ban játszódó történet.[13]
- The Last Chapter: Eivor történetét lezáró ingyenes kiegészítő.[14]

## Fogadtatás
| Összegzőoldal | Értékelés |
| ------------- | --------- |
| Metacritic    | 80/100    |

| Szerző         | Értékelés |
| -------------- | --------- |
| Game Informer  | 9.25/10   |
| GamePro        | 65/100    |
| GameSpot       | 8/10      |
| GamesRadar+    | 4.5/5     |
| Hardcore Gamer | 4/5       |
| IGN            | 8/10      |
| PC Gamer (US)  | 92/100    |
| The Guardian   | 4/5       |

Az Assassin's Creed Valhalla "általánosan kedvező" értékelést kapott a kritikusoktól, a Metacritic értékelése szerint.
A Game Informer rendkívül pozitív értékelést adott a játéknak, dicsérve a narratívát, a játékrendszerek keverékét és Valhalla világát. "Minden egyes epizód más-más erősségeket céloz meg a különböző játékosok számára, különböző mértékű sikerrel, de először a sorozatban az egyensúly tökéletesnek tűnik az Assassin's Creed Valhalla-ban. A harc, a nyílt világú felfedezés, a kidolgozott történeti tartalom és a település-menedzsment lebilincselő kombinációjával ez a viking saga egy epikus kaland, amely mindenkinek tartogat valami különlegeset."
Hasonló módon a GamesRadar+ is dicsérte a játékot a játékmenet változatosságáért, a narratíváért és azért, hogy ösztönzi a játékosokat, hogy saját döntéseiket hozzák meg. A 4,5/5 csillagos értékelést a következőképpen összegezte a kritikusa: "Egy hatalmas világot hódíthatunk meg, véres harcokban vehetünk részt, de ott van az ikonikus rejtett penge használatának lehetősége is, az Assassin's Creed Valhalla győzedelmes egyensúlyt hoz a sorozatba."
A GameSpot 8/10 pontot adott a játéknak, dicsérve a történetet és a franchise több cselekményszálának lezárását, de megjegyezte a karakterfejlődés hiányát. Végül így foglalta össze: "A Valhalla egy magabiztos Assassin's Creed cím, amely néhány narratív kockázatot vállal, amelyek összességében kifizetődnek."
Az IGN szintén 8/10 pontot adott a játéknak, és a következőképpen írt róla: "Az Assassin's Creed Valhalla egy hatalmas, gyönyörű nyílt világ, amelyet brutális életmód és a hódítók mocskos munkája táplál. Sokkal több hiba van benne, mint amennyi indokolt lenne, de több szempontból is lenyűgöző."

## Díjak, elismerések
| Év   | Díj               | Kategória                                                       | Eredmények |
| ---- | ----------------- | --------------------------------------------------------------- | ---------- |
| 2020 | The Game Awards   | Innováció az akadálymentesítésben                               | Jelölve    |
| 2020 | The Game Awards   | Legjobb akció-kalandjáték                                       | Jelölve    |
| 2021 | GLAAD Media Award | Kimagasló videójáték                                            | Jelölve    |
| 2021 | NAVGTR Awards     | Az év játéka                                                    | Jelölve    |
| 2021 | NAVGTR Awards     | Kimagasló művészeti rendezés                                    | Jelölve    |
| 2021 | NAVGTR Awards     | Kimagasló karaktertervezés                                      | Jelölve    |
| 2021 | NAVGTR Awards     | Kimagasló játék dizájn                                          | Jelölve    |
| 2021 | NAVGTR Awards     | Kimagasló kalandjáték                                           | Jelölve    |
| 2021 | NAVGTR Awards     | Kimagasló zene                                                  | Jelölve    |
| 2021 | NAVGTR Awards     | Kimagasló történet                                              | Jelölve    |
| 2021 | D.I.C.E. Awards   | Az év kalandjátéka                                              | Jelölve    |
| 2021 | D.I.C.E. Awards   | Kimagasló alakítás                                              | Jelölve    |
| 2023 | 65. Grammy-gála   | Legjobb videójáték- és interakítv média-zene (Dawn of Ragnarök) | Elnyerte   |

## Fordítás
Ez a szócikk részben vagy egészben  az   Assassin's Creed Valhalla című angol Wikipédia-szócikk ezen változatának fordításán alapul.  Az eredeti cikk szerkesztőit annak laptörténete sorolja fel. Ez a jelzés csupán a megfogalmazás eredetét és a szerzői jogokat jelzi, nem szolgál a cikkben szereplő információk forrásmegjelöléseként.